# ホンダ・グロム

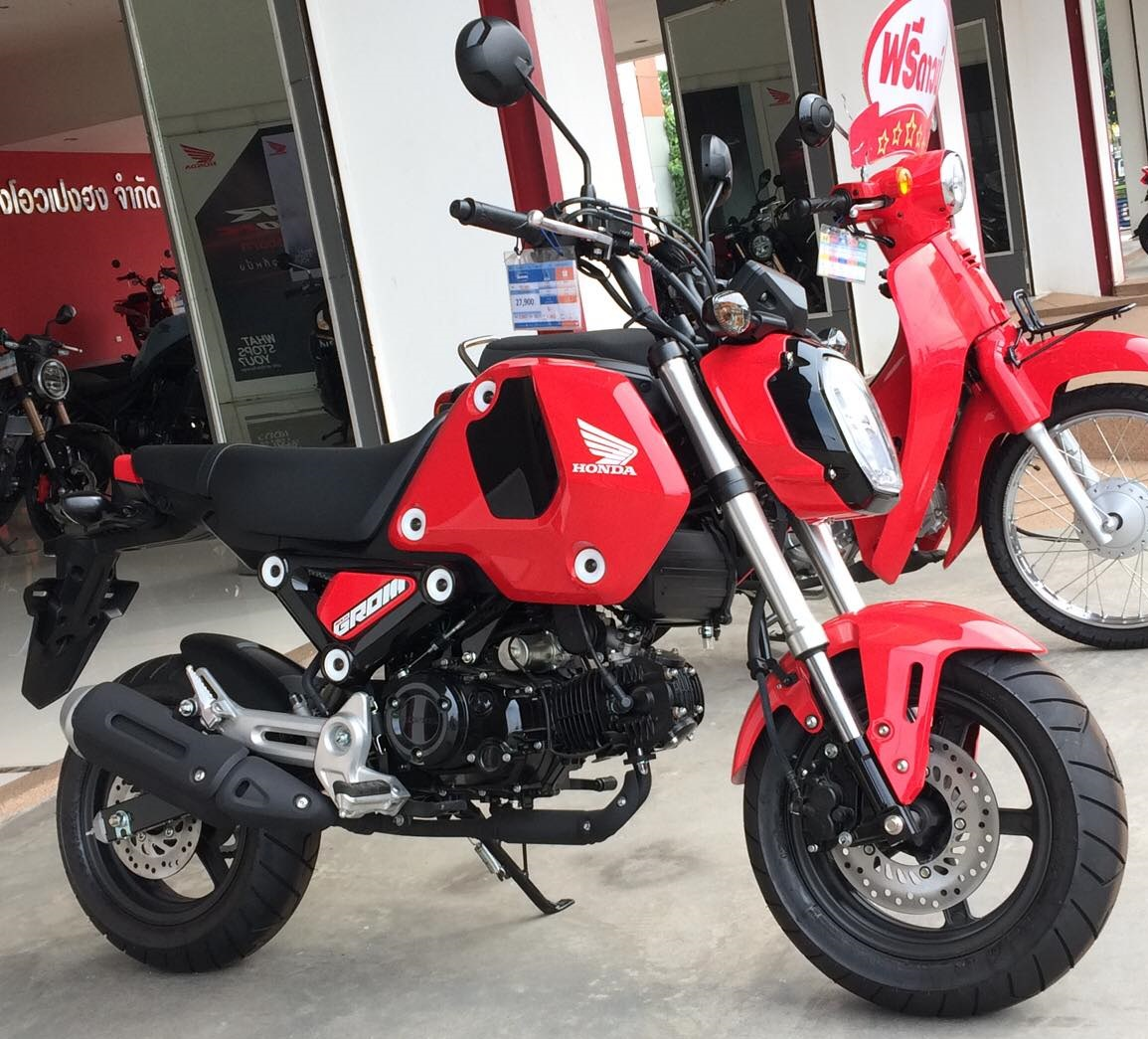
タイの店頭で販売される2021年型GROM。

グロム（GROM）は、本田技研工業が製造販売する自動二輪車である。以前は、欧州などでMSX125（エムエスエックス125）の車名で販売された。

## 概要
本田技研工業は、2013年1月9日から開催されたブリュッセル・モーター・ショー（仏: Salon de l'automobile de Bruxelles）で、MSX125を「世界初公開」した。50年来の人気車種であるモンキーやダックスの伝統を継承するコンパクトなロードスターで、タイホンダ・マニュファクチュアリング（泰: ไทยฮอนด้า แมนูแฟคเจอริ่ง）が製造するグローバル・モデルと発表された。MSXは「Mini Street X-treme steht」の略だと説明している。機種記号JC61とされたMSX125は、タイでは同年1月、欧州では同年5月、日本ではGROM（日: グロム）の名で同年6月、北米でもGROMの名で同年9月から発売された。GROMは「Grommet」の略。
エンジンは、2003年にWave125iへ搭載されて以来、累計生産93万機以上の実績がある125ccエンジンをベースとし、油面変動などに配慮した最適なオイルマネージメントとするため、クランクケースや右クランクケース・カバーを専用設計、マニュアル・クラッチ化にともない廃止した発進クラッチ部に、オイルフィルターと一体化したオイルフィルターローターを新設するなど、クランクシャフトまわりの改良を実施し、トータルでクランク慣性マスを15％軽減させた。
フレームは初心者でも扱いやすくするため、シンプルでコンパクトなスチール製モノバックボーン式とし、ホイールベースを1,200mmと短く抑えた。ヘッドパイプとピボットプレートを剛性のある角型断面鋼管で直線的に結ぶことで、シャーシの剛性を高めている。
フロントサスペンションには、本田技研工業の125㏄公道モデルとして初採用となる倒立フォークを採用した。これにより、ライダーの操作に対しレスポンス良く反応でき、二人乗りの際にライダーの操作を確実に伝える操縦特性を実現した。リアサスペンションは軽量でシンプルなモノクロス式とし、スプリング荷重や減衰力特性の最適化を図り、一人乗りと二人乗りでの乗り心地を両立するクッション性能を持たせた。
後に「第一世代」と呼ばれることになるこのモデルは、2016年の大幅改良までの約3年間で、約30万台が製造された。
2016年2月の大幅改良では、外観が一新され、「第二世代」と区別される。次の2017年型で、欧州の排出ガス規制EURO4に対応した。
2020年10月に全面改良され、「第三世代」となった。その際、呼称を全世界でGROMに統一した。フレームこそ基本設計を同一とするが、その他はエンジンをはじめ、ほぼ一新された。特にエンジンは以後登場する125ccクラスのグローバルモデルにも搭載が予定されており、欧州の排出ガス規制EURO5への対応はもちろん、今後の環境規制にも対処できるよう新設計された。
2013年度グッドデザイン賞、G2オブ・ザ・イヤー2013-2014大賞、2015年タイランド・バイク・オブ・ザ・イヤーのミニバイク部門大賞、2020年タイランド・バイク・オブ・ザ・イヤーのミニバイク・パフォーマンス部門大賞、日本バイクオブザイヤー2021原付部門最優秀金賞などを受賞した。
発売から8年足らずで75万台以上を売り上げたGROMの成功は、レトロをテーマにしたモンキー125などminiMOTO3兄弟の出発点としても機能した。

## 開発
大幅改良が行われた2016年型は、タイのホンダR&Dサウスイーストアジア（泰: ฮอนด้า อาร์แอนด์ดี เซ้าท์อีสท์ เอเชีย）によって開発され、現地ユーザーのステップ・アップ・モデルとして、大型車を縮小したような意匠となった。これは、本田技研工業が考える「レジャー系」とは異とするところで、後に2021年型となる全面改良の開発作業を日本に戻し、再定義された。開発責任者は藤山孝太郎、開発責任者代行は谷田典雅。

## タイ
本田技研工業がブリュッセルでMSX125を世界初公開した2013年1月9日に、同社のタイにおける二輪車販売合弁会社であるエー・ピー・ホンダ（泰: เอ.พี.ฮอนด้า）も、バンコクの国際会議場ロイヤル・パラゴン・ホール（泰: รอยัล พารากอน ฮอลล์）でMSX125を発表した。

### JC61/JC75
MSX125D TH
MSX125の名で2013年（仏暦2556年）1月から発売した。推奨価格は66,600バーツ。発売から3か月間の販売台数は9,061台に達した。機種名はMSX125D、開始車台番号はMLHJC618*D5000001。
MSX125E TH
2014年（仏暦2557年）1月23日発売。推奨価格は67,800バーツ。同年春に開催されたバンコク国際モーターショー（泰: งานบางกอก อินเตอร์เนชั่นแล มอเตอร์โชว์）では、機動戦士ガンダムのステッカー・キットを貼付したMSX125を展示し、このキットを1,000個限定で発売すると発表した。
MSX125F TH
2014年（仏暦2557年）12月26日発売。推奨価格は68,900バーツ。あわせて、仮面ライダー1号が劇中で乗るサイクロン号のステッカー・キットも発売され、このキットを貼付したMSX125は同年春に開催されたバンコク国際モーターショーでも展示された。
MSX125G TH
大幅改良された。MSX125SFと名を変え、2016年（仏暦2559年）2月26日から発売した。SFは「Street Fighter」の略としている。推奨価格は70,500バーツ。機種名はMSX125G、開始車台番号はMLHJC618*G5300001。
MSX125(A)H TH
2017年（仏暦2560年）3月14日から発売した。塗色変更とアンチロック・ブレーキ・システム装備車が追加された。推奨価格は70,500バーツから。塗色がUltimate Pinkで、純正アクセサリ・ブランドH2Cのスタイリング・キットが付属する特別仕様車も、1,000台限定で同時発売された。
MSX125(A)L TH
塗色変更され、2020年（仏暦2563年）4月20日から発売した。推奨価格は70,940バーツから。

### JC92
MSX GROM(A)M TH
全面改良。GROMに名を変え、2020年（仏暦2563年）10月21日から発売した。価格は69,900バーツ（推奨価格）から。純正アクセサリ・ブランドH2Cの外装キット3種も同時発売された。

## 日本
2013年（平成25年）3月に開催された第40回東京モーターサイクルショー・第29回大阪モーターサイクルショーに、「GROM（グロム）」の名で市販予定車として展示した。GROMは、同年6月に発売され、2021年（令和3年）の全面改良までの7年余りの間で、約28,000台が販売された。

### JC61/JC75
GROM125D J

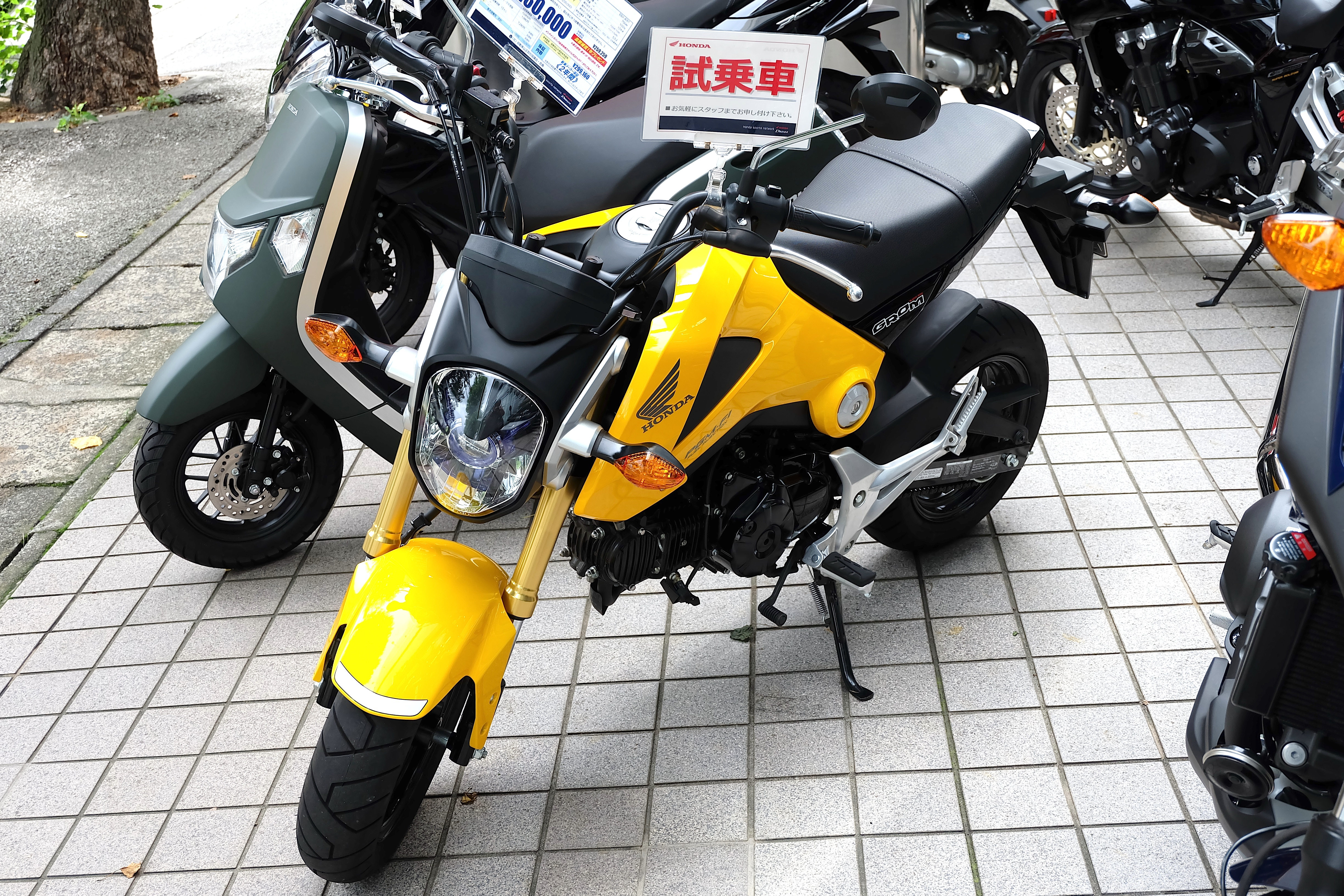
日本の店頭で販売される2013年型GROM。

GROMの名で2013年（平成25年）6月21日発売。メーカー希望小売価格は税別295,000円。販売呼称はGROM、機種名はGROM125D、開始車台番号はJC61-1000001。
- 型式
  - 車両型式：EBJ-JC61
  - エンジン型式：JC61E
- 車体色
  - █パールクィーンビーイエロー
  - █パールバレンタインレッド
  - █アステロイドブラックメタリック

GROM125E J
2014年（平成26年）4月15日発売。メーカー希望小売価格は税別305,000円。販売呼称はGROM、機種名はGROM125E、開始車台番号はJC61-1100001。
- 車体色を変更
  - 廃止：█パールクィーンビーイエロー
  - 新設：█パールヒマラヤズホワイト
  - 継続：█アステロイドブラックメタリック
  - 継続：█パールバレンタインレッド
- ホイール、ブレーキキャリパー及びサイドカバーガーニッシュを金色に変更
- シートカウル及びヘッドライトステーを車体色と同色へ変更

GROM125F J
2015年（平成27年）3月15日発売。メーカー希望小売価格は税別310,000円。販売呼称はGROM、機種名はGROM125F、開始車台番号はJC61-1200001。
- 車体色を変更
  - 廃止：█パールバレンタインレッド
  - 新設：█マリゴールドイエロー
  - 継続：█パールヒマラヤズホワイト
  - 継続：█アステロイドブラックメタリック
- サイドカバー及びリヤカウルをマットブラック塗装へ変更
- パールヒマラヤズホワイト及びアステロイドブラックメタリックは、シュラウドのウイングマークを赤色に変更
- GROMのロゴを拡大し、サイドカバーに貼付

GROM125G J
大幅改良を実施。後に後期型とも呼ばれる。2016年（平成28年）6月9日発売。メーカー希望小売価格は税別320,000円。販売呼称はGROM、機種名はGROM125G、開始車台番号はJC61-1300001。
- 外観を一新
- ヘッドライトを縦型2灯式LEDに変更
- 燃料タンクキャップをヒンジ式に変更
- アンダースラングの排気管に変更
- イグニッションキーのブレード部を収納可能としたフォールディング機能付き「リトラクタブルキー」を同社の二輪車として初採用
- 車体色
  - █パールバレンタインレッド
  - █レモンアイスイエロー
  - █パールヒマラヤズホワイト

GROM125H J
2017年（平成29年）7月24日発売。メーカー希望小売価格は税別325,000円。販売呼称はGROM、機種名はGROM125H、開始車台番号はJC75-1000001。
- 平成28年自動車排出ガス規制に適合させ型式名を変更
  - 車両型式：2BJ-JC75
  - エンジン型式：JC75E
- 車体色を変更
  - 廃止：█レモンアイスイエロー
  - 新設：█マットアクシスグレーメタリック
  - 継続：█パールバレンタインレッド
  - 継続：█パールヒマラヤズホワイト

GROM125J J
販売呼称はGROM、機種名はGROM125J、開始車台番号はJC75-1100001。
- 車体色を変更
  - 新設：█マットアクシスグレーメタリック
  - 継続：█パールバレンタインレッド
  - 継続：█パールヒマラヤズホワイト

GROM125L J
2020年（令和元年）3月13日発売。メーカー希望小売価格は税別330,000円。販売呼称はGROMからグロムに変更、機種名はGROM125L、開始車台番号はJC75-1200001。
- 車体色を変更
  - 廃止：█パールバレンタインレッド
  - 廃止：█パールヒマラヤズホワイト
  - 新設：█ロスホワイト
  - 継続：█マットアクシスグレーメタリック

### JC92
GROM125AM J
全面改良。 2021年（令和3年）3月25日発売。「より高度な車載式故障診断措置（OBDII）」搭載義務化に対応するとともに、アンチロック・ブレーキ・システムを標準装備とした。メーカー希望小売価格は税別350,000円。機種名はGROM125AM、開始車台番号はJC92-1000001。
- 全面改良により、型式名が変更
  - 車両型式：2BJ-JC92
  - エンジン型式：JC92E
- 車体色
  - █フォースシルバーメタリック
  - █マットガンパウダーブラックメタリック

### 諸元
| 販売呼称                     | GROM                             | GROM                             | GROM                             | グロム                           |
| 車名・型式                   | ホンダ・EBJ-JC61                 | ホンダ・EBJ-JC61                 | ホンダ・2BJ-JC75                 | ホンダ・2BJ-JC92                 |
| 年型・機種名                 | 2013・GROM125D                   | 2016・GROM125G                   | 2017・GROM125H                   | 2021・GROM125AM                  |
| 全長（mm）                   | 1,760                            | 1,755                            | 1,755                            | 1,760                            |
| 全幅（mm）                   | 755                              | 730                              | 730                              | 720                              |
| 全高（mm）                   | 1,010                            | 1,000                            | 1,000                            | 1,015                            |
| 軸距（mm）                   | 1,200                            | 1,200                            | 1,200                            | 1,200                            |
| 最低地上高（mm）             | 160                              | 155                              | 155                              | 180                              |
| 最小回転半径（mm）           | 1,900                            | 1,900                            | 1,900                            | 1,900                            |
| シート高（mm）               | 750                              | 760                              | 760                              | 761                              |
| 車両重量（kg）               | 102                              | 104                              | 104                              | 102                              |
| 乗車定員（人）               | 2                                | 2                                | 2                                | 2                                |
| 60㎞/h定地走行燃費           | 63.2km/L                         | 62.7km/L                         | 62.7km/L                         | 63.5km/L                         |
| WMTCモード値                 | 67.6km/L（クラス1）              | 70.5km/L（クラス1）              | 67.1km/L（クラス1）              | 68.5km/L（クラス1）              |
| エンジン型式                 | JC61E                            | JC61E                            | JC75E                            | JC92E                            |
| エンジン種類                 | 空冷4ストロークSOHC単気筒        | 空冷4ストロークSOHC単気筒        | 空冷4ストロークSOHC単気筒        | 空冷4ストロークSOHC単気筒        |
| 総排気量（㏄）               | 124                              | 124                              | 124                              | 123                              |
| 内径x行程（mm）              | 52.4×57.9                        | 52.4×57.9                        | 52.4×57.9                        | 50.0×63.1                        |
| 圧縮比                       | 9.3                              | 9.3                              | 9.3                              | 10.0                             |
| 最高出力                     | 7.2kW〔9.8ps]/7,000rpm           | 7.2kW〔9.8ps]/7,000rpm           | 7.2kW〔9.8ps]/7,000rpm           | 7.4kW〔10ps]/7,250rpm            |
| 最大トルク                   | 11Nm〔1.1kgf・m]/5,250rpm        | 11Nm〔1.1kgf・m]/5,250rpm        | 11Nm〔1.1kgf・m]/5,250rpm        | 11Nm〔1.1kgf・m]/5,500rpm        |
| 始動方式                     | セルフ式                         | セルフ式                         | セルフ式                         | セルフ式                         |
| 燃料供給装置形式             | 電子式燃料噴射装置               | 電子式燃料噴射装置               | 電子式燃料噴射装置               | 電子式燃料噴射装置               |
| 点火装置形式                 | フルトランジスタ式バッテリー点火 | フルトランジスタ式バッテリー点火 | フルトランジスタ式バッテリー点火 | フルトランジスタ式バッテリー点火 |
| 潤滑方式                     | 圧送飛沫式併用式                 | 圧送飛沫式併用式                 | 圧送飛沫式併用式                 | 圧送飛沫式併用式                 |
| 燃料タンク容量               | 5.5L                             | 5.7L                             | 5.7L                             | 6.0L                             |
| クラッチ形式                 | 湿式多板コイルスプリング式       | 湿式多板コイルスプリング式       | 湿式多板コイルスプリング式       | 湿式多板コイルスプリング式       |
| 変速機形式                   | 常時噛合式4段リターン            | 常時噛合式4段リターン            | 常時噛合式4段リターン            | 常時噛合式5段リターン            |
| 変速比（1速）                | 2.500                            | 2.500                            | 2.500                            | 2.846                            |
| 変速比（2速）                | 1.555                            | 1.555                            | 1.555                            | 1.777                            |
| 変速比（3速）                | 1.150                            | 1.150                            | 1.150                            | 1.315                            |
| 変速比（4速）                | 0.933                            | 0.933                            | 0.933                            | 1.034                            |
| 変速比（5速）                |                                  |                                  |                                  | 0.843                            |
| 減速比（1次/2次）            | 3.350/2.266                      | 3.350/2.266                      | 3.350/2.266                      | 3.040/2.533                      |
| キャスター角/トレール量      | 25°00´/81mm                      | 25°00´/81mm                      | 25°00´/81mm                      | 25°00´/81mm                      |
| タイヤ（前）                 | 120/70-12 51L                    | 120/70-12 51L                    | 120/70-12 51L                    | 120/70-12 51L                    |
| タイヤ（後）                 | 130/70-12 56L                    | 130/70-12 56L                    | 130/70-12 56L                    | 130/70-12 56L                    |
| ブレーキ形式（前）           | 油圧式ディスク                   | 油圧式ディスク                   | 油圧式ディスク                   | 油圧式ディスク                   |
| ブレーキ形式（後）           | 油圧式ディスク                   | 油圧式ディスク                   | 油圧式ディスク                   | 油圧式ディスク                   |
| 懸架方式（前）               | テレスコピック式                 | テレスコピック式                 | テレスコピック式                 | テレスコピック式                 |
| 懸架方式（後）               | スイングアーム式                 | スイングアーム式                 | スイングアーム式                 | スイングアーム式                 |
| フレーム形式                 | バックボーン                     | バックボーン                     | バックボーン                     | バックボーン                     |
| メーカー希望小売価格（税別） | 295,000円                        | 320,000円                        | 325,000円                        | 350,000円                        |
| ---------------------------- | -------------------------------- | -------------------------------- | -------------------------------- | -------------------------------- |

### GROMレースベース車
2016年（平成28年）4月22日、ホンダ・レーシング（HRC）は、同年5月下旬から、GROM125Gをベースに、レース走行に不要な保安部品を外し、ECUやハーネスをレース専用の部品に交換､ハンドシフター、ピットレーンスピード制御スイッチ及びモード切替スイッチ等を装備した「GROMレースベース車」を、HRCサービスショップに供給すると発表した。HRCのレースベース車は、HRCサービスショップでレース走行に必要な追加部品が組み込まれ、完成車として販売される。同年7月から、同車を用いたワンメイク・レーシング・シリーズ「HRC GRM Cup」が開催されている。
HRCは2020年（令和2年）10月22日、本田技研工業が前日にタイで発表した全面改良型のGROM125Mをベースとした「GROMレースベース車」の新型を、2021年3月から供給すると発表した。この新型はG5、旧型はG4と呼ばれ区別される。

## 欧州
本田技研工業は、2013年1月9日から開催のブリュッセル・モーター・ショーで、MSX125を世界初公開した

### JC61/JC75
MSX125D ED
新製品（2013年型）として2013年01月09日に発表した。乗り出し価格は2,600英ポンド。発売から4か月で、3,000台以上を売り上げた。
MSX125E ED

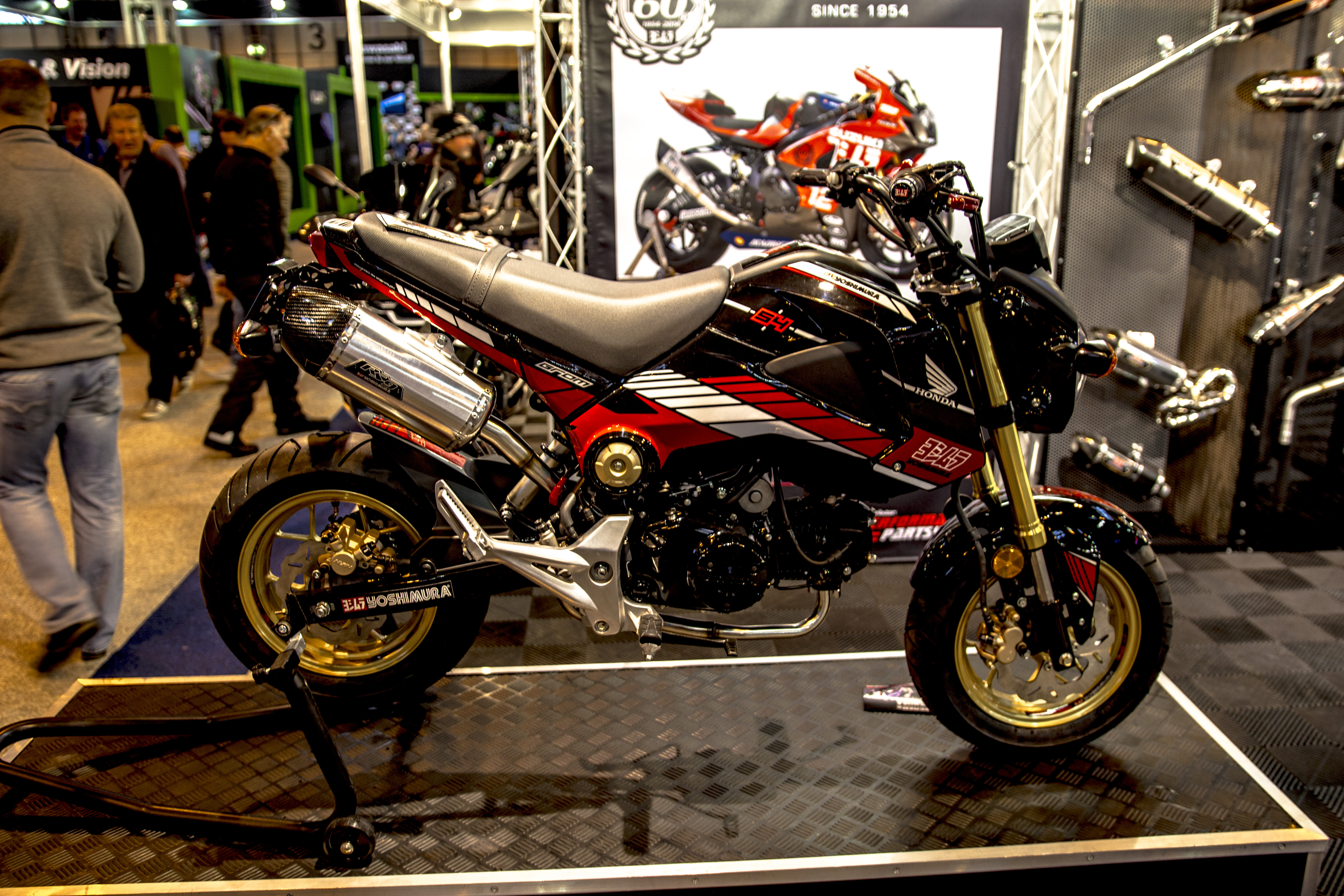
英バーミンガムで開催された見本市に展示されたUSヨシムラの2014年型特製車。

2014年型を2014年1月23日に発表した。車体塗色を一部変更した。乗り出し価格は2,799英ポンド。
MSX125F ED
2015年型を2015年2月14日に発表した。車体塗色を一部変更した。乗り出し価格は2,799英ポンド。
MSX125G ED
2016年型を2016年2月14日に発表した。大幅改良が実施された。乗り出し価格は2,899英ポンド。
MSX125AH ED
2017年型を世界に先駆けて2016年11月7日に発表した。欧州排出ガス規制EURO4に対応させ、機種記号がJC75に変更された。アンチロック・ブレーキ・システムが標準装備となった。
MSX125AJ ED
車体塗色を一部変更した。

### JC92
MSX125AM ED
2021年型を2020年10月21日に発表した。全面改良に伴い呼称をMSX125 Gromに変更し、欧州排出ガス規制EURO5に対応させた。
MSX125AN ED
2022年型を2021年11月23日に発売した。

## 米国
米国ホンダは、2013年1月18日にニューヨークで開催された国際モーターサイクル・ショー及び同年7月開催のMotoGP・USグランプリの会場で、Gromを市販予定車として展示した。発売以来、米国内で毎年約1万台を売り上げている。

### JC61/JC75
2014年型
2013年8月に発売すると発表した。希望小売価格は2,999米ドル。
2015年型
2015年1月16日に発表された。車体塗色を一部変更した。希望小売価格は3,199米ドル。
2017年型
大幅改良し、2016年8月に発売すると発表した。希望小売価格は3,199米ドル。
2018年型
2017年8月に発売すると発表した。アンチロック・ブレーキ・システム搭載車が追加された。希望小売価格は3,399米ドルから。
2019年型
2018年7月に発売すると発表した。車体塗色を一部変更した。希望小売価格は3,399米ドルから。
2020年型
2019年6月に発売すると発表した。希望小売価格は3,399米ドルから。

### JC92
2022年型
全面改良し、2021年5月に発売すると発表した。希望小売価格は3,399米ドルから。
2023年型
2022年4月に発売すると発表された。車体塗色を一部変更した。希望小売価格は3,499米ドルから。

## GROM50 Scrambler Concept

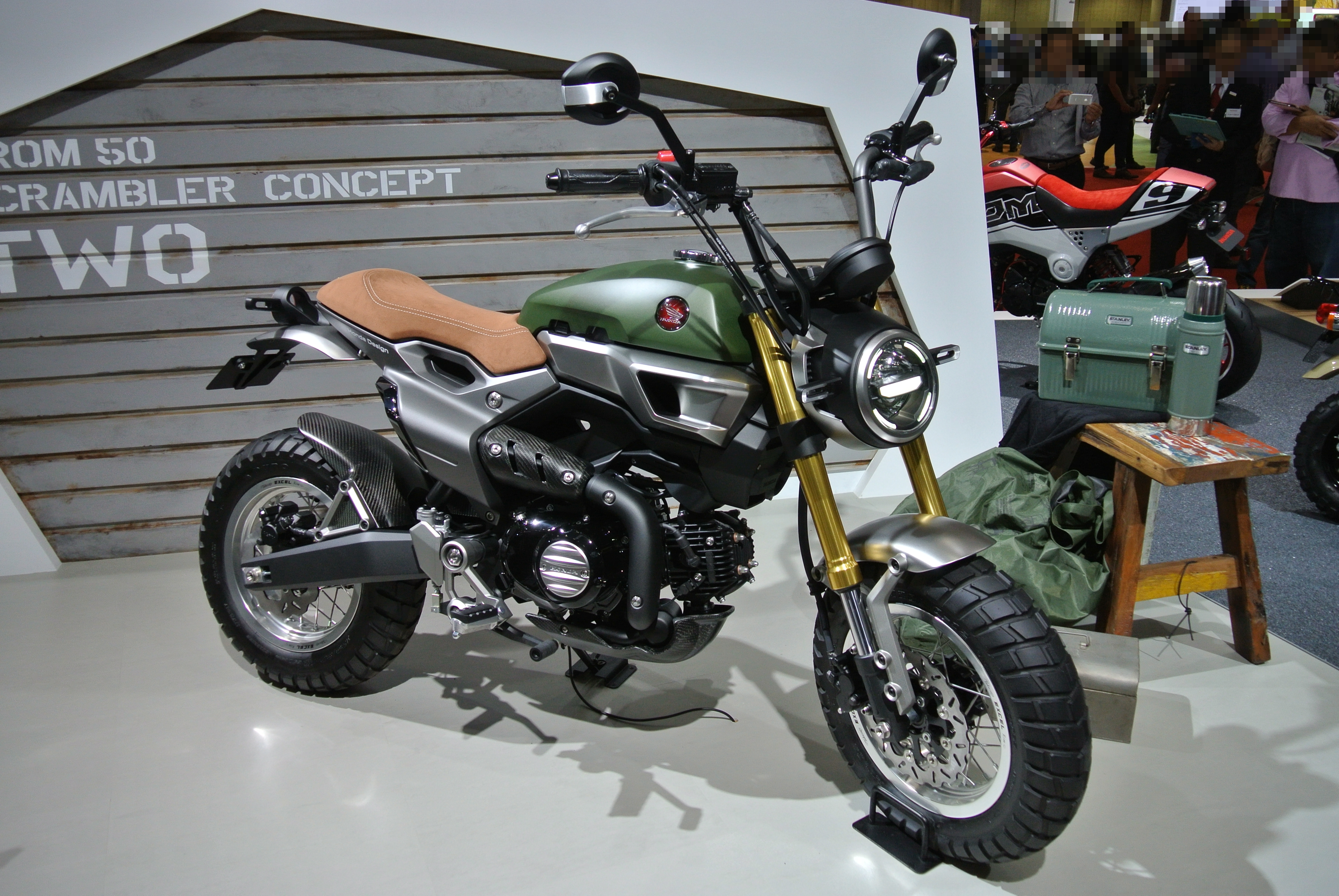
GROM50 Scrambler Concept-Two。

本田技研工業は、2015年10月に開催された第44回東京モーターショー2015で、排気量49ccの参考出品車GROM50 Scrambler Concept-One及びGROM50 Scrambler Concept-Twoを世界初公開した。この2車は、翌年3月開催の第37回バンコク国際モーター・ショーでも展示された。